# Surigao del Norte

Prowincja Surigao del Norte na mapie Filipin

Surigao del Norte – prowincja na Filipinach, położona w północno-wschodniej części Mindanao.
Od południa graniczy z prowincjami Agusan del Norte i Surigao del Sur. Od północy poprzez cieśninę Surigao z prowincją Southern Leyte na wyspie Leyte. Do prowincji należą dwie duże wyspy Siargao i Bucas Grande leżące na Morzu Filipińskim.
Powierzchnia: 1972,9 km². Liczba ludności: 409 468 mieszkańców (2007). Gęstość zaludnienia wynosi 207,5 mieszk./km². Stolicą prowincji jest Surigao.